# Wilf Scolding
Wilf Scolding (Cambridge; 25 de abril de 1990) es un actor británico. Su papel más recordado hasta la fecha es el de Terry Williams en el modo historia de FIFA 19, The Journey.

## Biografía
Scolding nació en Cambridge, Reino Unido. Empezó su carrera como actor en la serie de televisión Skins en 2009. Su papel más conocido por el momento es del príncipe Rhaegar Targaryen en la serie de HBO Game of Thrones.

## Filmografía
| Año  | Título                                           | Papel              | Notas                                    |
| ---- | ------------------------------------------------ | ------------------ | ---------------------------------------- |
| 2009 | Skins                                            | Bruno              | Episodio: "Everyone"                     |
| 2014 | Borgia                                           | Anton van Lalaing  | Episodio: "1506"                         |
| 2014 | Doctors                                          | Jared Kilkenny     | Episodio: "The Boy Narcissus"            |
| 2014 | The Passing Bells                                | Freddie            | Papel recurrente (5 episodios)           |
| 2014 | Put Down                                         | John               | Cortometraje                             |
| 2016 | Six Wives with Lucy Worsley                      | Thomas Culpepper   | Episodio: "Divorced, Beheaded, Survived" |
| 2017 | Game of Thrones                                  | Rhaegar Targaryen  | Episodio: "The Dragon and the Wolf"      |
| 2017 | Bees Make Honey                                  | Inspector Shoerope | Terminada                                |
| 2018 | Mrs. Wilson                                      | Mike               | 1 episodios - miniserie                  |
| 2022 | Animales Fantásticos: Los Secretos de Dumbledore | Frank Doyle        |                                          |